# (12185) Gasprinskij
(12185) Gasprinskij est un astéroïde de la ceinture principale.

## Description
(12185) Gasprinskij est un astéroïde de la ceinture principale. Il fut découvert le 24 septembre 1976 à Naoutchnyï par Nikolaï Tchernykh. Il présente une orbite caractérisée par un demi-grand axe de 2,74 UA, une excentricité de 0,09 et une inclinaison de 5,5° par rapport à l'écliptique.

## Compléments